# Revässaari (ö i Finland, Birkaland)
Revässaari är en ö i Finland. Den ligger i sjön Roine och i kommunen Kangasala i den ekonomiska regionen Tammerfors och landskapet Birkaland, i den södra delen av landet, 140 km norr om huvudstaden Helsingfors. Öns area är 3,5 hektar och dess största längd är 370 meter i sydöst-nordvästlig riktning.